# Impacts du changement climatique sur les écosystèmes
 (16 avril 2023).
Le contenu est difficilement compréhensible vu les erreurs de traduction, qui sont peut-être dues à l'utilisation d'un logiciel de traduction automatique.

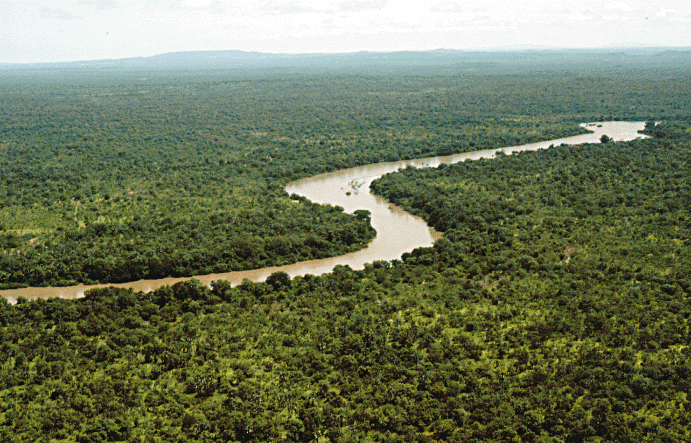
Les écosystèmes des forêts tropicales sont riches en biodiversité. C'est le fleuve Gambie dans le Parc national du Niokolo-Koba au Sénégal.

Le changement climatique a un impact négatif sur les écosystèmes terrestres et marins, notamment sur la toundra, les mangroves, les récifs coralliens et les grottes. La hausse des températures mondiales, les phénomènes météorologiques extrêmes plus fréquents et l'élévation du niveau de la mer sont des exemples d'impacts importants liés au changement climatique. Les conséquences possibles de ces impacts comprennent le déclin et l'extinction des espèces, les changements au sein des écosystèmes, la prévalence accrue d'espèces envahissantes, la conversion des forêts de l'état de puits de carbone en sources émettrices de carbone, l'acidification des océans, la perturbation du cycle de l'eau et la fréquence accrue des catastrophes naturelles.

## Généralités

Le sixième rapport d'évaluation du GIEC (2021) prévoit des augmentations progressivement importantes de la fréquence (barres horizontales) et de l'intensité (barres verticales) des événements météorologiques extrêmes, pour des degrés croissants de réchauffement climatique.

Le changement climatique affecte les écorégions terrestres. La hausse des températures mondiales signifie que les écosystèmes changent ; certaines espèces sont chassées de leurs habitats (et peut-être menacées) en raison de l'évolution des conditions. Un exemple est la migration. À mesure que le climat se réchauffe, les oiseaux sont obligés de se déplacer vers des endroits exotiques. D'autres effets du réchauffement climatique incluent moins de chutes de neige, l'élévation du niveau de la mer, l'appauvrissement de la couche d'ozone et le changement climatique. Ceux-ci affectent les activités humaines et les écosystèmes.
Dans le quatrième rapport d'évaluation du GIEC, des experts ont évalué la littérature sur les impacts du changement climatique sur les écosystèmes. Rosenzweig et al. (2007) ont conclu que le réchauffement induit par l'homme peut avoir eu des effets appréciables sur de nombreux systèmes physiques et biologiques au cours des trois dernières décennies (p. 81). Schneider et al. (2007) concluent avec une confiance considérable que les tendances régionales de la température ont affecté les espèces et les écosystèmes du monde entier (p. 792). Ils concluent également que le changement climatique entraînera l'extinction de nombreuses espèces et réduira la diversité des différents types d'écosystèmes (p. 792).
- Écosystèmes terrestres et biodiversité : Avec un réchauffement de 4 à 5 °C, par rapport aux niveaux de 2010, il est probable que la végétation terrestre mondiale deviendrait une source nette de carbone (Schneider et al., 2007 : 792). Avec un niveau de confiance élevé, Schneider et al. (2007:788) ont conclu qu'une augmentation de la température moyenne mondiale d'environ 4 °C (au-dessus de 2010-2015) d'ici 2100 conduirait à des extinctions majeures dans le monde.
- Écosystèmes marins et biodiversité : Avec une grande confiance, les scientifiques ont conclu qu'un réchauffement de 2 à 3 °C au-dessus des niveaux de 2010 entraînerait une mortalité massive des récifs coralliens à l'échelle mondiale. De plus, plusieurs études portant sur les organismes planctoniques et la modélisation ont montré que la température joue un rôle transcendantal dans les réseaux trophiques microbiens marins, ce qui peut avoir une profonde influence sur la pompe à carbone biologique des écosystèmes marins planctoniques pélagiques et mésopélagiques[9],[10],[11].
- Écosystèmes d'eau douce : Au-dessus d'environ 4 °C de la température moyenne mondiale d'ici 2100 (par rapport à 2010), les scientifiques ont conclu, avec une grande confiance, que de nombreuses espèces d'eau douce disparaîtraient ou seraient largement menacées.

## Biodiversité

### Extinction
En étudiant le lien entre le climat de la Terre et les extinctions d'espèces au cours des 520 derniers millions d'années, des scientifiques de l'université d'York ont écrit : « les températures mondiales devraient déclencher de nouveaux événements apocalyptiques "dans les siècles à venir. Des 'extinctions massives' au cours desquelles plus de 50 % des espèces végétales et animales seront anéanties ».
De nombreuses espèces en péril sont des animaux sauvages de l'Arctique et de l'Antarctique, comme les ours polaires et les manchots empereurs. Dans l'Arctique, les eaux de la baie d'Hudson sont libres de glace pendant trois semaines de plus qu'il y a 30 ans, affectant les ours polaires qui aiment chasser sur la banquise. Les espèces qui dépendent des conditions climatiques froides, comme les gerfauts et les harfangs des neiges qui se nourrissent de lemmings qui profitent du froid hivernal, pourraient être affectées négativement. Les invertébrés marins atteignent une croissance maximale aux températures auxquelles ils sont adaptés, tandis que les animaux à sang froid trouvés à des latitudes et des altitudes élevées croissent généralement plus rapidement pour compenser la saison de croissance plus courte. Malgré une recherche de nourriture accrue, des conditions plus chaudes qu'idéales entraînent un métabolisme plus élevé et une perte de taille corporelle qui en résulte, ce qui augmente le risque de prédation. En fait, même une légère augmentation de la température pendant le développement peut nuire à l'efficacité de la croissance et à la survie de la truite arc-en-ciel.
Des études mécanistes documentent des extinctions dues au changement climatique récent : McLaughlin et al. Deux populations de papillons à damier de la baie menacées par les changements de précipitations ont été documentées. Parmesan note que « très peu d'études ont été réalisées à une échelle qui englobe des espèces entières », McLaughlin et al. Convenu que « très peu d'études mécanistes établissent un lien entre les extinctions et le changement climatique récent ». Daniel Botkin et d'autres auteurs de l'étude soutiennent que les taux d'extinction projetés sont surestimés. Pour l'extinction actuelle, voir extinction de l'Holocène.
De nombreuses plantes et animaux d'eau douce et d'eau salée dépendent des eaux alimentées par les glaciers pour fournir les habitats d'eau froide auxquels ils se sont adaptés. Certaines espèces de poissons d'eau douce ont besoin d'eau froide pour survivre et se reproduire, notamment le saumon et la truite fardée. Le ruissellement réduit des glaciers peut empêcher ces espèces de prospérer. Le krill marin est une espèce essentielle qui préfère les eaux froides et constitue la principale source de nourriture pour les mammifères aquatiques tels que les rorquals bleus. En raison de l'apport accru d'eau douce provenant de la fonte des glaciers et des changements potentiels dans la circulation thermohaline des océans du monde, les changements dans les courants océaniques pourraient affecter les pêcheries existantes dont dépendent les humains.

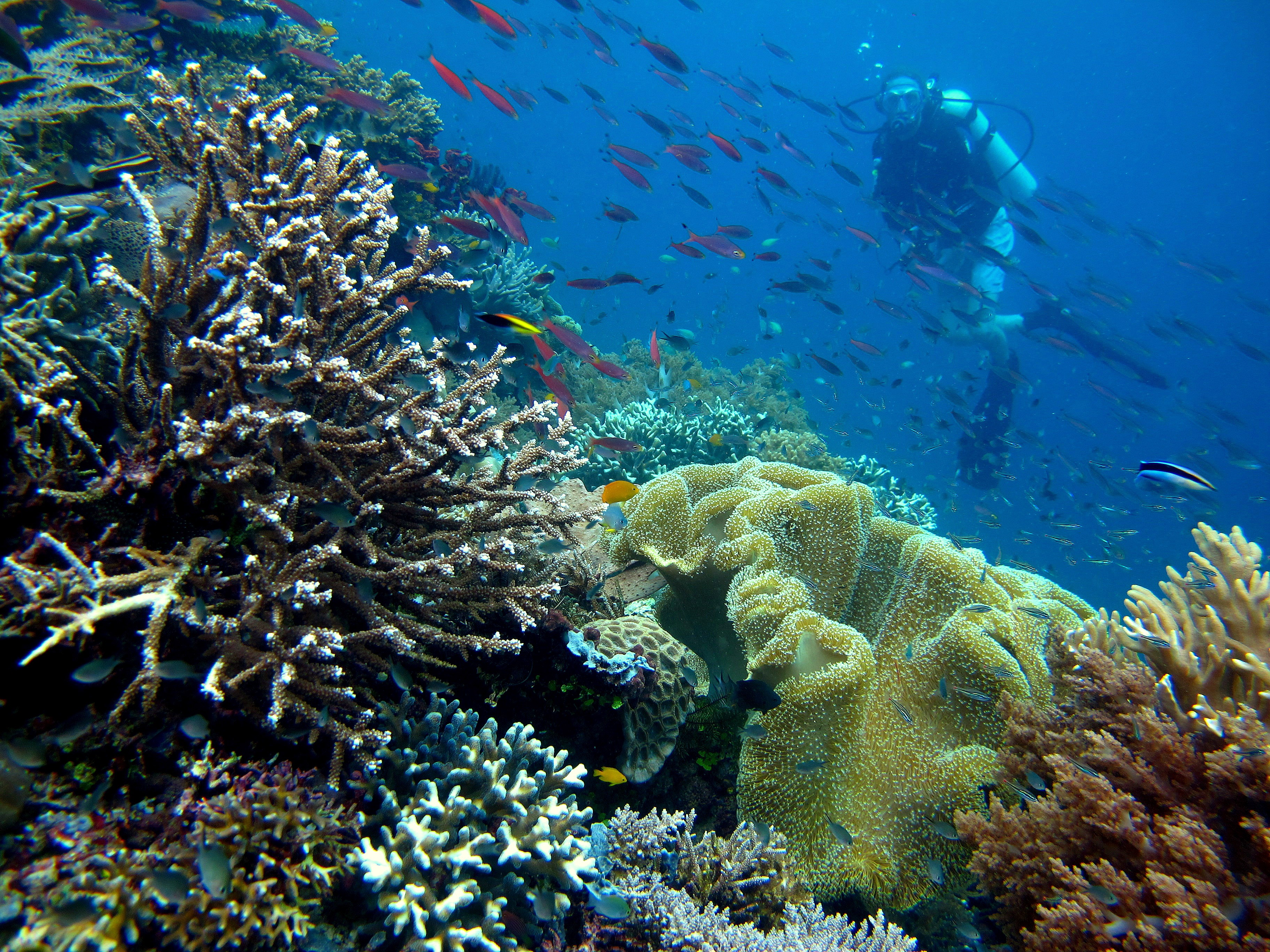
Les récifs coralliens et les écosystèmes de poissons comme celui-ci disparaîtront s'ils ne sont pas pris en charge. Nos empreintes carbone en finiront avec nos petits amis si nous n'agissons pas !

L'opossum lémurien blanc, que l'on ne trouve que dans les forêts de montagne de Daintree, dans le nord du Queensland, pourrait être le premier mammifère à être anéanti par le réchauffement climatique en Australie. En 2008, l'opossum blanc n'avait pas été vu depuis plus de trois ans. Les possums ne peuvent pas survivre à des températures prolongées de plus de 30 degrés[pas clair], ce qui s'est passé en 2005.
Une étude de 27 ans sur la plus grande colonie de manchots de Magellan au monde, publiée en 2014, a révélé que les conditions météorologiques extrêmes causées par le changement climatique tuaient en moyenne 7 % des poussins de manchots chaque année, et que certaines années, le changement climatique représentait tous les petits manchots. 50 % des poulets sont morts,. Depuis 1987, le nombre de couples reproducteurs dans ce groupe a diminué de 24 %.
De plus, le changement climatique peut perturber les partenariats écologiques entre espèces en interaction par des changements de comportement et de phénologie, ou par des décalages dans les niches climatiques. La perturbation des liens interspécifiques est une conséquence potentielle du mouvement climatique dans des directions opposées pour chaque espèce,. Le changement climatique pourrait donc conduire à une autre extinction, plus silencieuse et surtout méconnue : l'extinction des interactions entre les espèces. Les services écosystémiques dérivés des interactions biotiques sont également menacés par l'inadéquation des niches climatiques en raison du découplage spatial des associations entre les espèces.

### Changement de comportement
La hausse des températures commence à avoir un impact dramatique sur les oiseaux, avec près de 160 espèces de papillons de 10 régions différentes déplaçant leurs aires de répartition jusqu'à 200 kilomètres au nord, en Europe et en Amérique du Nord. L'aire de migration des grands animaux peut être limitée par le développement humain[réf. souhaitée]. Au Royaume-Uni, les papillons printaniers apparaissent en moyenne six jours plus tôt qu'il y a deux décennies.
Un article de 2002 dans la revue Nature a passé en revue la littérature scientifique pour trouver des changements récents dans la gamme ou le comportement saisonnier des espèces végétales et animales. Quatre des cinq espèces qui se sont déplacées récemment ont déplacé leur aire de répartition vers les pôles ou plus haut, créant des « espèces réfugiées ». La reproduction des grenouilles, la floraison des fleurs et la migration des oiseaux progressent en moyenne de 2,3 jours par décennie ; les papillons, les oiseaux et les plantes se déplacent vers les pôles à un rythme de 6,1 kilomètres par décennie. Une étude de 2005 a conclu que l'activité humaine était responsable des températures plus élevées et des changements dans le comportement des espèces et a lié ces effets aux prévisions des modèles climatiques pour les valider. Les scientifiques ont observé que les graminées antarctiques colonisent des zones de l'Antarctique où elles avaient auparavant une aire de répartition limitée.
Le changement climatique provoque un décalage entre le camouflage de neige des animaux arctiques comme les lièvres d'Amérique et les paysages de moins en moins enneigés.

## Forêts

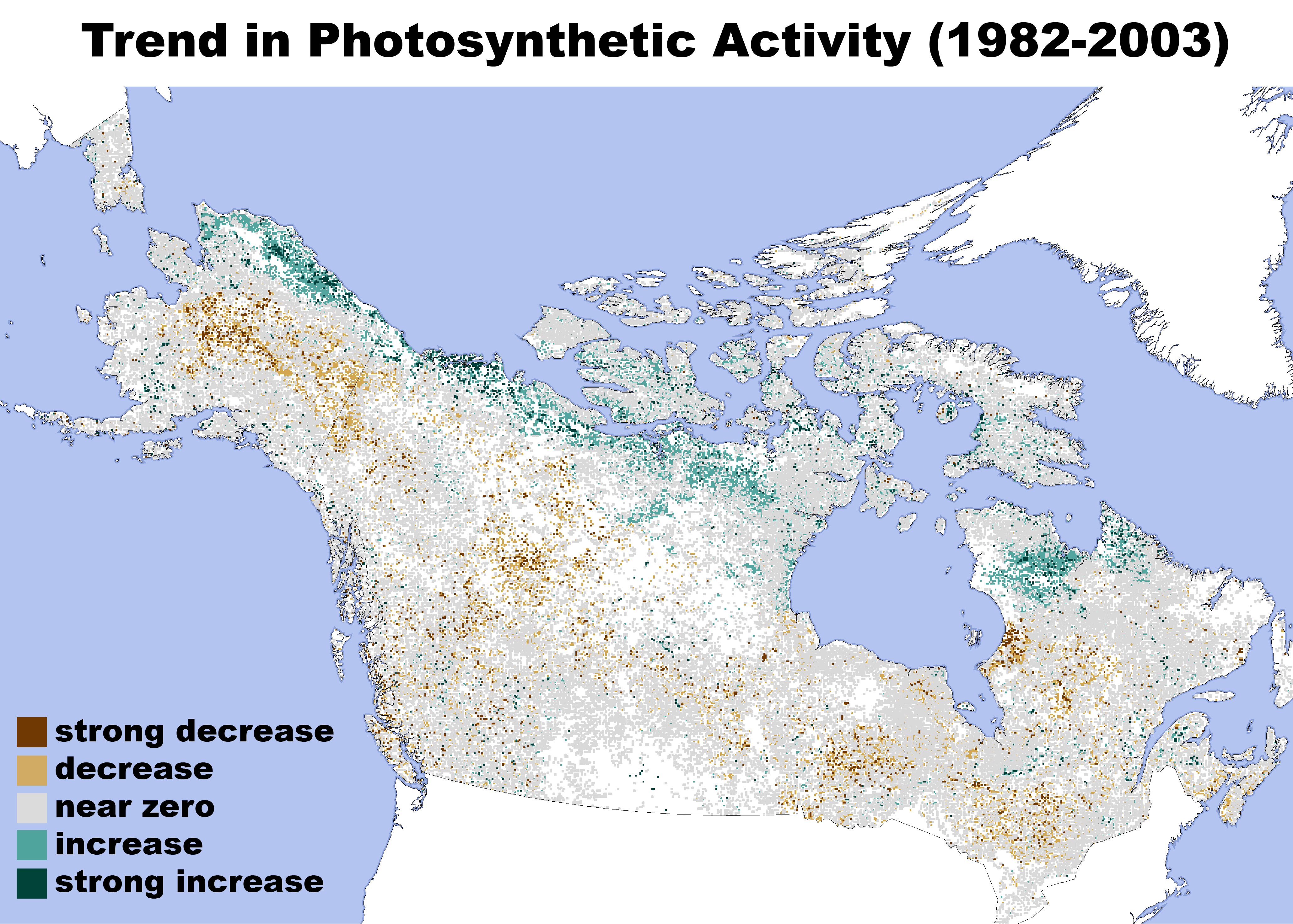
Modification de l'activité photosynthétique dans les forêts du Nord 1982-2003 ; NASA Earth Observatory

Etant donné que les forêts du nord stockent le carbone, tandis que les forêts mortes en sont une source importante, la perte de ces vastes zones forestières entraîne une rétroaction positive sur le réchauffement climatique. Au cours des pires années, les émissions de carbone causées par l'infestation de coléoptères dans les forêts de Colombie-Britannique sont presque équivalentes aux émissions moyennes annuelles de carbone provenant des feux de forêt dans l'ensemble du Canada, ou à cinq années d'émissions provenant des sources de transport de ce pays,.
Selon la recherche, les arbres à croissance lente sont les seuls à bénéficier d'une croissance stimulée sur une courte période sous des niveaux de CO2 plus élevés, tandis que les plantes à croissance plus rapide, telles que les lianes, en bénéficient à plus long terme. En général, et en particulier dans les forêts tropicales, cela entraîne la prolifération de la liane en tant qu'espèce prédominante. Comme les lianes se décomposent beaucoup plus rapidement que les arbres, leur contenu en carbone est renvoyé plus rapidement dans l'atmosphère. À l'inverse, les arbres à croissance lente capturent du carbone atmosphérique sur une période de plusieurs décennies.

### Feux de forêt
Le groupe de travail 1 du sixième rapport d'évaluation du GIEC, paru de 2021 à 2023, indique avec une confiance moyenne que « les conditions météorologiques qui favorisent les incendies de forêt sont devenues plus probables dans le sud de l'Europe, le nord de l'Eurasie, les États-Unis et l'Australie » au cours du siècle passé,. Il projette en outre avec une confiance élevée que ces conditions favorables seront plus fréquentes dans certaines régions du globe si le réchauffement se poursuit,.
Toujours avec une confiance moyenne, le groupe de travail 2 du GIEC projette qu'avec une hausse de températures de 2 °C depuis la période pré-industrielle, les surfaces brûlées augmenteraient de 35 %, tandis qu'une hausse de la température de 4 °C à l'horizon 2100 conduirait à une hausse de 50 à 70 % des surfaces brûlées et à une hausse de 30 % de la fréquence des feux de forêts,. Il est également projeté avec une confiance moyenne que la multiplication des feux de forêts participe, avec d'autres impacts du changement climatique tels que le dépérissement forestier, les invasions d'insectes ravageurs ou le dégel du pergélisol, à réduire la capacité d'absorption du carbone de certains écosystèmes jusqu'alors puits de carbone et les transforment en émetteurs nets ; il s'agit d'une rétroaction climatique positive susceptible d'accroître encore le réchauffement.
L'accroissement des feux de forêts et de la mortalité des arbres peut en outre réduire l'infiltration des eaux et ainsi favoriser par son ruissellement l'érosion et les inondations, indique le GIEC dans ce même rapport.
Au cours des dernières décennies, la superficie moyenne de la forêt boréale brûlée en Amérique du Nord est passée de 10 000 km2 à plus de 28 000 km2 par an. Bien que les pratiques de gestion forestière aient pu jouer un rôle, l'ouest des États-Unis a connu depuis 1986 des étés plus longs et plus chauds qui ont multiplié par quatre les incendies de forêt majeurs et par six la superficie brûlée, par rapport à la période de 1970 à 1986. Cette augmentation de l'activité des feux de forêt a été signalée au Canada de 1920 à 1999.
Le réchauffement climatique affecte de manière disproportionnée la région arctique, où les températures augmentent plus rapidement qu'ailleurs. Les incendies dans cette région ont des conséquences graves, notamment en favorisant la fonte du pergélisol qui libère du méthane, un gaz à effet de serre puissant. En outre, les particules de fumée qui se déposent sur la neige et la glace absorbent plus de lumière solaire, accélérant ainsi le réchauffement. Pour remédier à ce problème, l'Organisation météorologique mondiale a mis en place un système d'avertissement et de conseil pour prévoir les incendies et leurs impacts, ainsi qu'un programme de surveillance de l'atmosphère mondiale qui traite de cette question.

### Espèces envahissantes dans les forêts
Le terme « espèce envahissante » désigne tout organisme vivant qui n'est pas originaire d'un écosystème donné et qui a des effets néfastes sur cet écosystème. Ces effets négatifs peuvent se traduire par la disparition d'espèces végétales ou animales autochtones, la perte de la biodiversité et la modification permanente de l'habitat.
Les forêts de pins de la Colombie-Britannique ont subi une infestation de dendroctones du pin depuis 1998, qui a été amplifiée par l'absence d'hivers rigoureux depuis cette période. Les dendroctones du pin ponderosa ont un taux de reproduction plus élevé chez les pins tordus qui n'ont pas connu d'épidémies régulières, ce qui a contribué à la mortalité massive des arbres hôtes. Cette épidémie a tué environ la moitié des pins tordus de la province (33 millions d'acres ou 135 000 km2),, ce qui est sans précédent,. En 2007, l'éclosion s'est étendue à l'Alberta par des vents violents, et une épidémie s'est également déclarée dans le Colorado, le Wyoming et le Montana en 1999. Le Service forestier des États-Unis prévoit que la quasi-totalité des 5 000 km2 de pins tordus du Colorado sur cinq pouces de diamètre sera perdue entre 2011 et 2013.

### Taïga
Les forêts boréales subissent un impact disproportionné du changement climatique, avec un taux de réchauffement plus élevé que la moyenne mondiale. Cette situation conduit à des conditions plus sèches dans la taïga, engendrant ainsi divers problèmes. En effet, la productivité, la santé et la régénération de la forêt boréale sont directement affectées par ces changements climatiques. De plus, la migration rapide des arbres vers des latitudes et des altitudes plus élevées (vers le nord) en raison du changement climatique peut s'accompagner d'un risque d'incapacité de certaines espèces à migrer suffisamment rapidement pour suivre leur habitat climatique,. Par ailleurs, les arbres situés à la limite sud de leur aire de répartition peuvent également subir une baisse de croissance. Enfin, la sècheresse accélérée entraîne une transition des conifères aux trembles dans les zones les plus vulnérables aux incendies et à la sécheresse.

#### Migration assistée
Face à ce problème, une solution a été proposée : la migration assistée, qui consiste à déplacer des plantes ou des animaux vers un habitat différent. Cette approche représente une forme de gestion adaptative et d'intervention humaine capable d'aider les espèces qui ne peuvent pas facilement se disperser, qui ont des durées de génération longues ou qui ont de petites populations à survivre dans un climat en rapide évolution.
Depuis plusieurs décennies, la migration assistée des forêts nord-américaines fait l'objet de discussions et de débats au sein de la communauté scientifique. Cependant, à la fin des années 2000 et au début des années 2010, les provinces canadiennes de l'Alberta et de la Colombie-Britannique ont finalement pris des mesures en modifiant leurs directives de réensemencement des arbres pour tenir compte du déplacement des aires de répartition optimales de la forêt vers le nord. Dans cette optique, la Colombie-Britannique a même approuvé le déplacement d'une seule espèce, le mélèze de l'Ouest, sur une distance de 1 000 kilomètres vers le nord.

### Dendroctone du pin ponderosa et feux de forêt

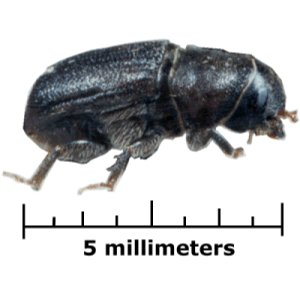
Dendroctone du pin ponderosa adulte

Le changement climatique a un impact direct sur la biologie, l'écologie et la population des insectes éruptifs tels que le dendroctone du pin ponderosa (DPP). La température joue un rôle important dans le développement et la survie de ces insectes. Le dendroctone du pin ponderosa est une espèce originaire de l'ouest de l'Amérique du Nord, qui attaquait traditionnellement les pins tordus et ponderosa à des altitudes plus basses, car les montagnes Rocheuses et les Cascades plus élevées étaient trop froides pour leur survie. Dans des conditions météorologiques normales, les écosystèmes forestiers habités par ces insectes sont maintenus en équilibre par des mécanismes de défense des arbres, des mécanismes de défense des dendroctones et des températures glaciales. Cependant, le changement climatique rend les régions montagneuses plus chaudes et plus sèches, offrant des conditions propices à la prolifération et à la destruction des écosystèmes forestiers, comme les forêts de pins à écorce blanche des Rocheuses. Cette forêt est considérée comme vitale pour les écosystèmes forestiers et est surnommée le « toit des Rocheuses ». En raison de cette situation, les dendroctones du pin ont connu une pandémie menaçante et se sont propagés bien au-delà de leur habitat naturel, entraînant des modifications de l'écosystème, des incendies de forêt, des inondations et des risques pour la santé humaine.
La forêt de pins à écorce blanche des hautes altitudes joue un rôle crucial dans l'écosystème, en fournissant des ressources essentielles pour les plantes et les animaux qui y vivent. Les grizzlis, les écureuils, les wapitis et les chevreuils s'y nourrissent, tandis que les pins contribuent également à protéger les bassins versants en stockant l'eau de fonte des neiges et en fournissant un habitat pour la croissance d'autres espèces. Cependant, le changement climatique a permis au dendroctone du pin de survivre et de se reproduire à des altitudes plus élevées, car les températures plus chaudes ne permettent plus de geler et de tuer les insectes. En outre, les conditions météorologiques plus chaudes et la sécheresse affaiblissent les mécanismes de défense des arbres, tels que la sève qui noie les coléoptères et leurs œufs. En conséquence, les arbres deviennent plus vulnérables aux infestations de dendroctones, ce qui peut entraîner des perturbations dans l'écosystème, tels que des incendies de forêt, des inondations et des risques pour la santé humaine.
Le dendroctone du pin ponderosa ne se limite pas aux forêts à écorce blanche des Rocheuses. En raison des variations de température et des schémas de vent, il s'est propagé à travers la division continentale des Rocheuses pour envahir les forêts boréales de l'Alberta. Ces forêts sont connues sous le nom de « poumons de la Terre » car elles produisent de l'oxygène par photosynthèse et absorbent le carbone de l'atmosphère. Cependant, à mesure que les arbres sont infestés et meurent, ils libèrent du dioxyde de carbone dans l'environnement, contribuant ainsi au réchauffement climatique. La survie des écosystèmes et des êtres humains dépend de la quantité d'oxygène produite dans l'environnement, de sorte que les menaces pesant sur les forêts boréales ont de graves conséquences pour notre planète et la santé humaine.
Dans les forêts infestées par le dendroctone du pin, les bûches mortes sont facilement inflammables et peuvent être facilement enflammées par la foudre, ce qui représente un risque élevé d'incendies de forêt. Les incendies de forêt ont des répercussions négatives sur l'environnement, la santé humaine et l'économie. Ils détériorent la qualité de l'air et la végétation en libérant des composés toxiques et cancérigènes lors de la combustion. En raison de la déforestation causée par l'homme, du changement climatique et de la pandémie de dendroctone du pin, la force des écosystèmes forestiers diminue. Les infestations et les maladies qui en résultent peuvent indirectement, mais sérieusement, affecter la santé humaine. Avec la poursuite des sécheresses et de l'augmentation des températures, la fréquence des incendies de forêt dévastateurs, des infestations d'insectes, du dépérissement des forêts, des pluies acides, de la perte d'habitat, de la mise en danger des animaux et des menaces pour l'eau potable augmentent également.

## Habitats de montagne
Environ 25 % de la surface terrestre est couverte par les montagnes, qui abritent plus de 10 % de la population mondiale. Le changement climatique mondial présente plusieurs risques pour les habitats de montagne. Les chercheurs prévoient que les écosystèmes de montagne et de basse altitude, la fréquence et l'intensité des feux de forêt, la diversité de la faune et la distribution de l'eau douce seront affectés par le changement climatique au fil du temps.
Des recherches ont suggéré que l'augmentation de la température pourrait conduire à une extension des habitats de basse altitude dans les zones alpines supérieures. Ce changement aurait un impact sur les habitats rares des prairies alpines et d'autres zones de haute altitude. Les plantes et les animaux de haute altitude ont une marge de manœuvre limitée pour trouver de nouveaux habitats en montant plus haut dans les montagnes pour s'adapter aux changements climatiques régionaux à long terme. On a observé ces changements dans la gamme et l'abondance de divers groupes d'espèces à travers le monde.
Les conséquences des changements climatiques sur la fonte des glaciers et la diminution des manteaux neigeux dans les montagnes peuvent avoir des impacts significatifs sur les régions qui dépendent de l'eau douce provenant des montagnes. Toute modification dans la fonte saisonnière de ces formations peut avoir des effets puissants sur ces zones. Les températures plus élevées peuvent faire fondre la neige plus tôt et plus rapidement au printemps, modifiant ainsi le moment et la distribution de l'eau de fonte. Ces changements peuvent affecter l'approvisionnement en eau douce pour les systèmes naturels et les usages humains.

## Écosystèmes marins
Bak et Nieuwland (1995) ont mené les recherches suivantes sur les récifs coralliens tropicaux pour explorer le changement climatique dans la communauté des montagnes et montagnes Beihai. « Bak et Nieuwland (1995) ont surveillé le corps permanent de quatre deux ans pendant plus de 20 ans, et ont montré une baisse significative des colonies de corail, en particulier sur les récifs coralliens peu profonds. dans les récifs à long terme ». L'ascension de la température augmente le risque d'écosystèmes irréversibles océaniques et côtiers.

## Écosystèmes d'eau douce

### Contamination par l'eau salée et espèces d'eau froide

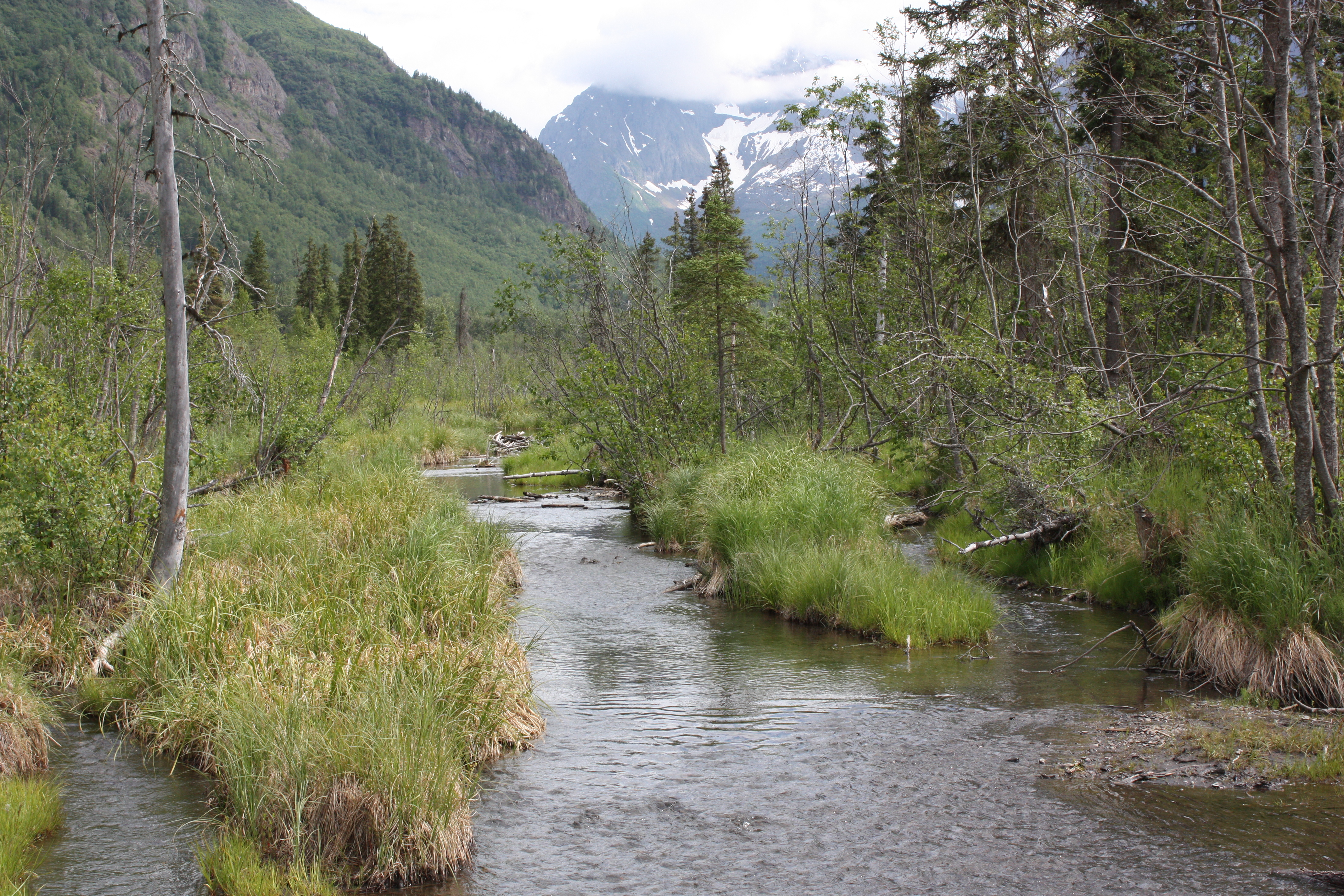
Eagle River dans le centre de l'Alaska, qui abrite diverses espèces indigènes d'eau douce.

Selon les modèles de changement climatique, les espèces de poissons vivant dans des eaux froides ou froides pourraient voir leur population diminuer de 50 % dans la plupart des cours d'eau douce aux États-Unis. Cette diminution serait due à une hausse des températures de l'eau, qui entraînerait une augmentation des demandes métaboliques combinée à une diminution des quantités de nourriture disponibles pour les poissons. De plus, de nombreuses espèces de poissons, telles que le saumon, se reproduisent généralement lorsque le débit d'eau est élevé, mais la diminution des chutes de neige due au changement climatique devrait entraîner une baisse du débit des cours d'eau, affectant ainsi la reproduction de millions de saumons. Les montées des eaux liées à la fonte des glaces vont également contaminer les cours d'eau côtiers avec de l'eau salée, transformant ainsi des habitats d'eau douce en environnements salins, ce qui pourrait provoquer la disparition des espèces indigènes, notamment du saumon rouge qui a besoin d'eau douce pour se reproduire. Au final, la perte des systèmes d'eau douce en Alaska pourrait entraîner la disparition de la population de saumons qui était autrefois abondante dans l'État.

## Migration des espèces
Dans l'Arctique, l'augmentation actuelle du dioxyde de carbone et de la température a changé la composition des plantes mossogènes et d'autres arbustes à feuilles secs dans l'écosystème. Par exemple, dans la région de l'Arctique sibérienne, la migration des espèces contribue à un autre réchauffement de la rétroaction de l'albédo, car les mélèzes qui perdent des aiguilles sont remplacés par des conifères à feuilles persistantes au feuillage sombre qui peuvent absorber une partie du rayonnement solaire qui se reflétait auparavant sur le manteau neigeux sous le couvert forestier,. Selon le plan, en raison du changement climatique, de nombreux poissons migreront vers l'Arctique et l'Antarctique, et en raison du réchauffement climatique, de nombreux poissons près de l'équateur disparaîtront.
En raison de l'extrême fiabilité de la température et de la pression atmosphérique, de la migration, de la nourriture, de la croissance et de la reproduction, les oiseaux migrateurs sont particulièrement menacés. De nombreuses études ont mené de nombreuses études sur l'impact du changement climatique sur les oiseaux, y compris les prédictions futures et la protection. Les espèces les plus menacées ou d'extinction sont une population qui protège les gens sans s'inquiéter. Il devrait augmenter la température de surface de 3,5 degrés avant 2100, ce qui peut entraîner une extinction de 600 à 900, ce qui se produira principalement dans l'environnement tropical.

## Adaptation des espèces

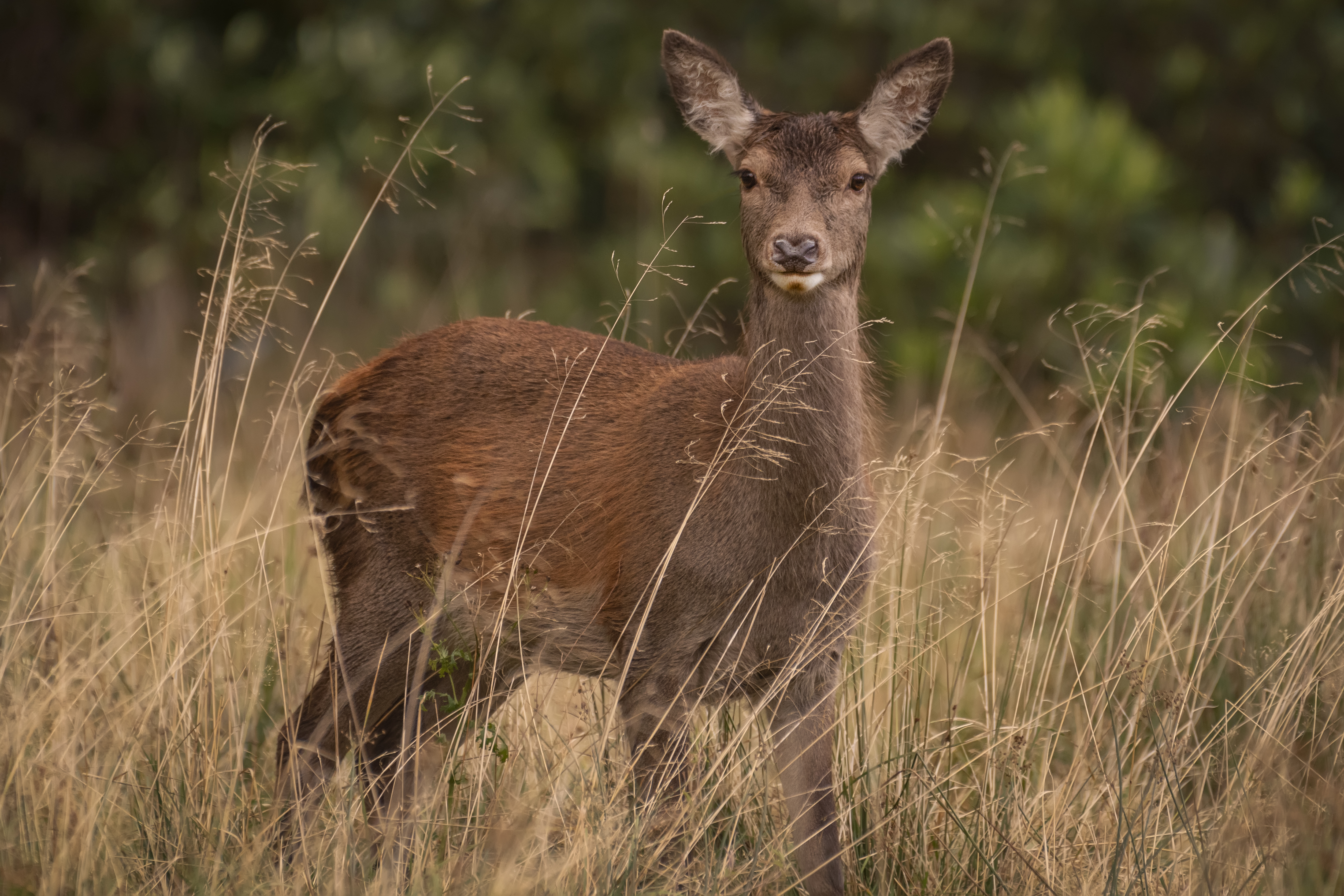
Un jeune cerf rouge à l'état sauvage en Écosse.

Le changement climatique a eu un impact sur le patrimoine génétique de la population de cerfs rouges de Rùm, une île des Hébrides intérieures en Écosse. Les températures plus chaudes ont conduit à une naissance des cerfs en moyenne trois jours plus tôt pour chaque décennie de l'étude. Le gène favorisant une naissance plus précoce a augmenté dans la population, car les porteurs ont plus de veaux au cours de leur vie.
Selon une étude menée à Chicago, la taille des oiseaux subit des modifications liées aux changements climatiques : leurs os de pattes ont diminué en moyenne de 2,4 % tandis que la longueur de leurs ailes a augmenté de 1,3 %. De même, une étude au centre de l'Amazonie a montré que la masse des oiseaux, ainsi que la longueur de leurs ailes, étaient en train de changer : la masse des oiseaux a diminué jusqu'à 2 % par décennie et la longueur de leurs ailes a augmenté jusqu'à 1 % par décennie. Ces changements morphologiques sont dus aux variations de température et de précipitations résultant du changement climatique, et pourraient être un exemple de changement évolutif conforme à la règle de Bergmann,,.
Le laboratoire Jutfelt Fish Ecophysiology, dirigé par le professeur Fredrik Jutfelt à l'Université Norvégienne des Sciences et Technologies (UNST), se concentre sur l'étude de l'adaptation physiologique des poissons aux températures environnementales. Récemment, leur recherche a été publiée dans les Actes de l'Académie nationale des sciences des États-Unis d'Amérique (AANS) et a montré que les poissons peuvent évoluer pour tolérer des températures plus élevées grâce à une sélection artificielle étendue. Cependant, cette évolution se produit à un taux considéré comme trop lent pour protéger efficacement les poissons contre les impacts du changement climatique.

## Impacts de la dégradation des espèces due au changement climatique sur les moyens de subsistance
Les moyens de subsistance des communautés dépendantes de la nature dépendent de l'abondance et de la disponibilité de certaines espèces. Les conditions du changement climatique telles que la hausse des températures atmosphériques et les concentrations de dioxyde de carbone affectent directement la disponibilité de l'énergie de la biomasse, de la nourriture, des fibres et d'autres services écosystémiques. La dégradation des espèces qui fournissent ces produits affecte directement les moyens de subsistance des personnes qui en dépendent, en particulier en Afrique. Cette situation peut être exacerbée par des changements dans la variabilité des précipitations, qui peuvent permettre aux espèces envahissantes de prévaloir, en particulier celles réparties sur de grands gradients latitudinaux. Les effets du changement climatique sur les espèces végétales et animales au sein de certains écosystèmes peuvent affecter directement les habitants humains qui dépendent des ressources naturelles. Souvent, l'extinction d'espèces végétales et animales crée un cycle d'espèces menacées dans des écosystèmes directement touchés par le changement climatique.